# Gens Verginia
Die gens Verginia (Verginii, deutsch Verginier) war eine römische Familie (gens), die den Gentilnamen Verginius trug. Sie hatte in der Anfangszeit der Römischen Republik große Bedeutung. Eine jüngere Form des Namens lautet Virginius; von diesem ist auch der Vorname Virginia abgeleitet. Der Name Verginius ist mit großer Wahrscheinlichkeit etruskischen Ursprungs, zumal sich vereinzelte Inschriften mit diesem Namen in Etrurien fanden.
Im 5. Jahrhundert v. Chr. gehörten die Verginier mit den Valeriern, Serviliern, Fabiern, Corneliern, Furiern und Juliern zu den sieben führenden Familien in Rom. Besonders traten die Verginii Tricosti hervor, die in diesem Jahrhundert elf Konsuln stellten. Im 4. Jahrhundert v. Chr. verloren sie an Bedeutung und traten nach den Leges Liciniae Sextiae 366 v. Chr. kaum noch in Erscheinung. Um das Jahr 300 v. Chr. sind noch einige patrizische Vertreter des Geschlechts bezeugt, danach aber nicht mehr. Plebejische Angehörige der Gens sind im 5. Jahrhundert neben den patrizischen bezeugt. In der Kaiserzeit trat das Geschlecht erneut hervor, und ab dem 1. Jahrhundert v. Chr. sind Verginier im öffentlichen Leben zahlreich vertreten.

## Bekannte Namensträger
- Opiter Verginius Tricostus, Konsul 502 v. Chr.
- Titus Verginius Tricostus Caelimontanus (Konsul 496 v. Chr.)
- Aulus Verginius Tricostus Caelimontanus, Konsul 494 v. Chr.
- Titus Verginius Tricostus Rutilus, Konsul 479 v. Chr.
- Opiter Verginius Tricostus Esquilinus, Suffektkonsul 478 v. Chr.
- Aulus Verginius Caelimontanus, Konsul 469 v. Chr.
- Aulus Verginius (Volkstribun 461 v. Chr.), Volkstribun 461 v. Chr.
- Verginia, Hauptfigur einer legendären Geschichte um den Decemvir Appius Claudius Crassus
- Titus Verginius Tricostus Caelimontanus (Konsul 448 v. Chr.)
- Lucius Verginius Tricostus (Konsul 435 v. Chr.), Konsul 435 v. Chr.
- Lucius Verginius Tricostus Esquilinus, Konsulartribun 402 v. Chr.
- Aulus Verginius (Volkstribun 395 v. Chr.), Volkstribun 395 v. Chr.
- Lucius Verginius Tricostus (Konsulartribun 389 v. Chr.), Konsulartribun 389 v. Chr.
- Aulus Verginius (Rechtsgelehrter), Rechtsgelehrter des 2. Jahrhunderts v. Chr.
- Lucius Verginius Rufus, Konsul 63, 69 und 97 n. Chr.